# オイエル・サンフルホ
オイエル・サンフルホ・マテ（Oier Sanjurjo Maté  ,  1986年5月25日 - ）は、スペイン・ナバラ州エステーリャ出身の元プロサッカー選手。現役時代のポジションはMF。

## 来歴
2005年にCAオサスナのBチームに昇格。2008-09シーズンにトップチームに昇格し、2008年9月24日のデポルティーボ・ラ・コルーニャ戦でプロデビュー。しかし、当時はセサル・アスピリクエタが右サイドのレギュラーポジションを確保していたこともあり、多くの出場機会を得られないシーズンを送っていた。
2011年7月11日、セルタ・デ・ビーゴに1年間のローン移籍が決定。2011-12シーズンにセグンダ・ディビシオンで33試合に出場し、オサスナに復帰。復帰後はアスピリクエタがチェルシーFCに移籍していたこともあり、先発に定着。プリメーラとセグンダを往復するシーズンを送りながらも、チームキャプテンとして活躍した。
2022年、AEKラルナカに移籍した。